# Sarmento Leite
Eduardo Sarmento Leite da Fonseca (Porto Alegre, 7 de abril de 1868 — Porto Alegre, 24 de abril de 1935) foi um professor e médico brasileiro.
Descendente duma nobre família portuguesa: os Morais Sarmento; Sarmento Leite era filho da brasileira D. Maria Eduarda Clementina de Morais Sarmento e do português José Leite da Fonseca, e neto materno do português Luiz Alberto Guedes Ferreira de Morais Sarmento e da brasileira D. Maria Fausta de Morais Sarmento (filha do português sargento-mór Antônio José Machado de Morais Sarmento, inspetor da Real Feitoria do Linho Cânhamo de 1787 a 1801), e neto paterno dos portugueses José Leite Marinho e Maria Rosa de Lemos. Seu bisavô materno, sargento-mór Antônio José Machado de Morais Sarmento, também é mencionado como capitão-mór. Seu tio-avô, o tenente-coronel André Machado de Morais Sarmento, foi o primeiro presidente da Câmara Municipal de Porto Alegre, tendo exercido a presidência no biênio 1869-1870.
Formado pela Faculdade de Medicina do Rio de Janeiro em 1890, Sarmento Leite foi um dos fundadores, juntamente com Protásio Alves, da Faculdade Livre de Medicina de Porto Alegre (atual Faculdade de Medicina da UFRGS) - a terceira faculdade de medicina a ser criada no Brasil. Foi professor catedrático de Anatomia da mesma instituição e exerceu o cargo de vice-diretor por dois períodos: de 1907 a 1909, e de 1910 a 1911. Tornou-se diretor em 1915, permanecendo no cargo até o dia 21 de janeiro de 1935 (durante 20 anos). Segundo o médico Rubens Maciel, Sarmento Leite "viveu ensinando e ensinou vivendo". A Faculdade de Medicina da UFRGS, por muito tempo, mesmo após sua morte, era conhecida e chamada como "a casa de Sarmento". Sarmento Leite é o patrono da Faculdade de Medicina da UFRGS.
Conta a tradição que o terreno para a construção da Faculdade Livre de Medicina de Porto Alegre (atual Faculdade de Medicina da UFRGS), na Rua Sarmento Leite 320, foi doado pela intendência municipal logo após preces feitas a São José por D. Adelaide, esposa do Dr. Sarmento Leite, que recebeu esta incumbência de seu marido em 1911. D. Adelaide, além de esposa, era também prima-irmã do Dr. Eduardo Sarmento Leite, e já havia nascido com o nome de Adelaide Ernestina Sarmento Leite. D. Adelaide Sarmento Leite era filha de D. Leonor Ernestina de Morais Sarmento e Joaquim Alves Leite, considerado dos primeiros e mais tradicionais livreiros de Porto Alegre. O pai de D. Adelaide, Joaquim Alves Leite, era primo de segundo grau do visconde de Santa Vitória, pela família Costa Torres.
Em 1909, é inaugurado o Instituto Anatômico (mais tarde batizado como Instituto Anatômico Sarmento Leite), em prédio próprio, construído em terreno cedido pela Santa Casa de Misericórdia, em Porto Alegre. Sarmento Leite foi o primeiro diretor do Instituto Anatômico, tendo permanecido como diretor da instituição até sua morte, em 1935.
Sarmento Leite também foi diretor da Beneficência Portuguesa de Porto Alegre de 1895 a 1899, além de cirurgião da Santa Casa de Misericórdia de Porto Alegre, cirurgião interino da Brigada Militar e médico da antiga Casa de Correção de Porto Alegre. Era membro da Academia Nacional de Medicina, do Colégio Americano dos Cirurgiões e da Sociedade de Medicina de Porto Alegre, que presidiu de 1917 a 1929, e da qual foi sócio honorário a partir de 1923.
Atuou como conselheiro municipal de Porto Alegre no período de 1924 a 1928, para o qual foi eleito pelo Partido Republicano Riograndense.
É o patrono da cadeira 22 da Academia Sul-Rio-Grandense de Medicina.
O "professor dos médicos", como era chamado, foi um ícone da medicina brasileira e era admirado por vários médicos e governantes no século XX, admiração que se perpetua nos atuais médicos, estudantes de medicina e governantes gaúchos.
Em 2010, o Dr. Eduardo Sarmento Leite foi agraciado, in memoriam, com o título de Cidadão Emérito de Porto Alegre, pela Lei 10.983, de 25 de novembro de 2010.